# Deutsche Poolbillard-Meisterschaft 2002 (Ladies)
Die Deutsche Poolbillard-Meisterschaft 2002 war die zweite Austragung zur Ermittlung der nationalen Meistertitel der Ladies in der Billardvariante Poolbillard. Sie wurde in Willingen ausgetragen. Es wurden die Deutschen Meisterinnen in den Disziplinen 14/1 endlos, 8-Ball, 9-Ball und 8-Ball-Pokal ermittelt.

## Medaillengewinnerinnen
| Disziplin    | Gold                                   | Silber                                          | Bronze                                 | Bronze                                  |
| ------------ | -------------------------------------- | ----------------------------------------------- | -------------------------------------- | --------------------------------------- |
| 14/1 endlos  | Klara Lensing (PBC Kelze Ente)         | Cornelia Pauritsch (PBC Hellweg Lütgendortmund) | Karin Bogs (BF Duisburg)               | Margit Schlosser (PV Astoria Walldorf)  |
| 8-Ball       | Karin Bogs (BF Duisburg)               | Cornelia Pauritsch (PBC Hellweg Lütgendortmund) | Angelika Weber (PBC Rot-Gelb Stolberg) | Klara Lensing (PBC Kelze Ente)          |
| 9-Ball       | Petra Hoffmann (Barmer Billardfreunde) | Margit Schlosser (PV Astoria Walldorf)          | Trixi Schulz (BC Alsdorf)              | Ulla Jansen (PBC Joker Geldern)         |
| 8-Ball-Pokal | Karin Bogs (BF Duisburg)               | Cornelia Pauritsch (PBC Hellweg Lütgendortmund) | Klara Lensing (PBC Kelze Ente)         | Illa Weberstetter (PBC Olimpia München) |